# نموذج الإلكترون الحر

في فيزياء الجوامد نموذج الإلكترون الحر (بالإنجليزي: Free electron model) هو نموذج يدرس سلوك الكترونات التكافؤ في البلورات,
وضع هذا النموذج سمرفيلد بحيث يجمع بين نموذج درود الكلاسيكي وإحصاء فيرمي ديراك.

## طاقة الإلكترونات الحرة والدالة الموجية

انتقال الموجة باتجاه محور س

عندما تكون الطاقة الكامنة للجسيمات الحرة هي {\displaystyle V(\mathbf {r} )=0} تكون معادلة شرودنجر للإلكترون الحر 
{\displaystyle -{\frac {\hbar ^{2}}{2m}}\nabla ^{2}\Psi (\mathbf {r} ,t)=i\hbar {\frac {\partial }{\partial t}}\Psi (\mathbf {r} ,t)}
حل الدالة الموجية المعتمدة على الزمن {\displaystyle \Psi (\mathbf {r} ,t)} هو
{\displaystyle \Psi (\mathbf {r} ,t)=\psi (\mathbf {r} )e^{-i\omega t}}
عندما تكون الطاقة
{\displaystyle E=\hbar \omega }
{\displaystyle \psi _{\mathbf {k} }(\mathbf {r} )={\frac {1}{\sqrt {\Omega _{r}}}}e^{i\mathbf {k} \cdot \mathbf {r} }}
عندما يكون متجه موجي {\displaystyle \mathbf {k} }. {\displaystyle \Omega _{r}} يساوي المساحة التي يتواجد فيها الإلكترون , بالتالي تكون الطاقة الحركية للإلكترون
{\displaystyle E=-{\frac {\hbar ^{2}k^{2}}{2m}}}
فيكون حل الدالة الموجية بالنسبة للمحاور في معادلة شرودنجر هي
{\displaystyle \Psi (\mathbf {r} ,t)={\frac {1}{\sqrt {\Omega _{r}}}}e^{i\mathbf {k} \cdot \mathbf {r} -i\omega t}}